# التسچند ۱۱۷۱۵۶
سیارک ۱۱۷۱۵۶ (به انگلیسی: 117156 Altschwendt، نامگذاری:2004QV7) صد و هفده هزار و صد و پنجاه و ششمین سیارک کشف شده‌است که در ۲۳ اوت ۲۰۰۴ کشف شد.